# Indicador complexométrico
Um indicador complexométrico é um corante ionocrômico que passa a uma cor definida em presença de íons metálicos específicos. Ele forma um complexo com os íons presentes na solução, os quais têm cor significativamente diferente que a forma existente sem o complexo.
Em química analítica, indicadores complexométricos são usados em titulação complexométrica para indicar o exato momento quando todos os íons metálicos na solução são sequestrados por um agente quelante (mais usualmente EDTA). Tais indicadores são também chamados indicadores metalocrômicos.
O indicador pode estar presente em outra fase líquida em equilíbrio com a fase titulada, e nesse caso é descrito como indicador de extração.
Alguns indicadores complexométricos são sensíveis ao ar e se degradam. Quando tais soluções perdem cor durante a titulação, uma gota ou duas de indicador devem ser adicionadas.
Indicadores complexométricos são moléculas orgânicas solúveis em água. Alguns exemplos são:
- 1-(2-piridilazo)-2-naftol (PAN)
- 3,3'-dimetilnaftidina
- Ácido calconcarboxílico para determinação de cálcio e detecção de magnésio
- Azul de eriocromo SE
- Azul de metil calceína
- Azul hidroxinaftol
- Azul metiltimol
- Azul-Preto de eriocromo B
- Calceína
- Calcon para alumínio, ferro e zircônio
- Cromazurol S
- Hematoxilina para cobre
- Laranja xilenol para gálio, índio e escândio
- Murexida
- Preto de eriocromo T para cálcio, magnésio e alumínio
- Preto sulfon rápido
- Púrpura de ftaleína
- Verde naftol B
- Vermelho de eriocromo B
- Vermelho de pirogalol

Em alguns casos, quando o sistema em titulação é um sistema redox no qual o equilíbrio é influenciado pela remoção dos íons metálicos, um indicador redox pode funcionar como um indicador complexométrico.